# Zehnkampf-Länderkampf der Männer 1969 BR Deutschland – Sowjetunion
| 4. Leichtathletik-Länderkampf mit bundesdeutscher Beteiligung 1969 | 4. Leichtathletik-Länderkampf mit bundesdeutscher Beteiligung 1969 |
| ------------------------------------------------------------------ | ------------------------------------------------------------------ |
|                                                                    |                                                                    |
| Zehnkampf-Vergleich der Männer: BR Deutschland – Sowjetunion       |                                                                    |
| Austragungsort                                                     | Heidelberg                                                         |
| Wettbewerbe                                                        | 1                                                                  |
| Datum                                                              | 31. Mai / 1. Juni                                                  |
| 1. URS 2. FRG                                                      | 61.134 Punkte 58.617 Punkte                                        |
| Chronik                                                            |                                                                    |
| ← CSK-FRG Geher (M)                                                | FRG-URS 5kampf (F) →                                               |

Der vierte Vergleich des Länderkampfjahres 1969 bestand in einem Aufeinandertreffen der Zehnkämpfer. In Heidelberg traten sie am 31. Mai / 1. Juni mit der Sowjetunion gegen einen starken Gegner an. Die bundesdeutschen Zehnkämpfer waren nicht mehr so hoch einzuschätzen wie in den Jahren zuvor. Es gab einige Karriereenden und darüber hinaus traten manche Athleten nicht mehr so formstark auf wie in der Vergangenheit. Zweimal waren die beiden Zehnkampfteams vorher aufeinander getroffen. Beide Male hatte die Bundesrepublik Deutschland knapp vorne gelegen. Auch die Frauen trugen am selben Termin und selben Ort einen Mehrkampf gegen denselben Gegner aus.

## Wettbewerbe und Modus
Jede Nation stellte zehn Zehnkämpfer, von denen die acht Besten mittels Addition ihrer Punktzahlen für das Endergebnis gewertet wurden.

## Ergebnis
Die sowjetischen Zehnkämpfer stellten den Einzelsieger und kamen darüber hinaus mit unter anderem den Rängen zwei, vier, fünf und acht bis zehn zu den deutlich besseren Platzierungen als die bundesdeutschen Vertreter. In der Gesamtwertung gab es so mit 61.134 zu 58.617 Punkten einen deutlichen Sieg für die Sowjetunion.

## Legende
Kurze Übersicht zur Bedeutung der Symbolik – so üblicherweise auch in sonstigen Veröffentlichungen verwendet:
| DNF | nicht im Ziel (did not finish) |
| DNS | nicht am Start (did not start) |
| NMH | keine Höhe (No Mark)           |

## Resultat
| Platz | Name                     | Nation | Punkte | 100 m  | Weit- sprung | Kugel- stoßen | Hoch- sprung | 400 m  | 110 m Hürden | Diskus- wurf | Stabhoch- sprung | Speer- wurf | 1500 m     |
| ----- | ------------------------ | ------ | ------ | ------ | ------------ | ------------- | ------------ | ------ | ------------ | ------------ | ---------------- | ----------- | ---------- |
| 01    | Mykola Awilow            | URS    | 7945   | 10,9 s | 7,52 m       | 13,68 m       | 2,00 m       | 49,2 s | 14,6 s       | 40,88 m      | 4,00 m           | 61,12 m     | 4:27,2 min |
| 02    | Wiktor Tschelnokow       | URS    | 7872   | 10,6 s | 7,03 m       | 14,98 m       | 1,85 m       | 49,9 s | 16,0 s       | 49,36 m      | 4,10 m           | 69,72 m     | 4:43,6 min |
| 03    | Günther Grube            | FRG    | 7723   | 10,7 s | 7,18 m       | 13,97 m       | 1,75 m       | 50,7 s | 15,2 s       | 44,32 m      | 4,20 m           | 69,12 m     | 4:39,3 min |
| 04    | Jānis Lanka              | URS    | 7697   | 10,9 s | 7,00 m       | 15,79 m       | 1,65 m       | 50,4 s | 14,8 s       | 48,88 m      | 4,20 m           | 60,64 m     | 4:38,2 min |
| 05    | Toomas Berendsen         | URS    | 7674   | 11,1 s | 6,87 m       | 14,65 m       | 1,95 m       | 51,1 s | 15,6 s       | 49,28 m      | 4,10 m           | 54,94 m     | 4:30,6 min |
| 06    | Rein Aun                 | URS    | 7634   | 10,8 s | 7,10 m       | 14,57 m       | 1,80 m       | 50,1 s | 15,6 s       | 46,00 m      | 3,80 m           | 64,54 m     | 4:37,5 min |
| 07    | Hans-Joachim Perk        | FRG    | 7635   | 11,1 s | 6,73 m       | 14,02 m       | 1,85 m       | 50,6 s | 15,1 s       | 43,66 m      | 4,40 m           | 57,20 m     | 4:24,1 min |
| 08    | Leonid Lytwynenko        | URS    | 7492   | 10,9 s | 7,10 m       | 12,78 m       | 1,75 m       | 50,4 s | 15,3 s       | 43,24 m      | 4,00 m           | 48,02 m     | 4:22,3 min |
| 09    | Jean Lember              | URS    | 7422   | 10,9 s | 6,78 m       | 14,55 m       | 1,85 m       | 52,5 s | 15,4 s       | 45,60 m      | 4,20 m           | 54,40 m     | 4:46,5 min |
| 10    | Albert Fantalis          | URS    | 7397   | 10,7 s | 6,67 m       | 14,99 m       | 1,70 m       | 49,7 s | 15,8 s       | 44,30 m      | 4,10 m           | 44,48 m     | 4:21,5 min |
| 11    | Manfred Bock             | FRG    | 7385   | 11,0 s | 6,69 m       | 14,07 m       | 1,80 m       | 51,9 s | 15,4 s       | 38,22 m      | 4,30 m           | 63,82 m     | 4:37,5 min |
| 12    | Werner von Moltke        | FRG    | 7384   | 10,8 s | 6,92 m       | 15,42 m       | 1,75 m       | 52,4 s | 15,6 s       | 47,04 m      | 3,90 m           | 62,16 m     | 5:00,8 min |
| 13    | Sergei Schelkow          | URS    | 7297   | 11,2 s | 6,85 m       | 14,61 m       | 1,75 m       | 53,4 s | 15,7 s       | 43,12 m      | 4,40 m           | 62,48 m     | 4:49,6 min |
| 14    | Wolfgang Linkmann        | FRG    | 7254   | 10,9 s | 6,94 m       | 13,78 m       | 1,85 m       | 51,7 s | 14,9 s       | 36,18 m      | 4,20 m           | 55,18 m     | 4:57,8 min |
| 15    | Horst Beyer              | FRG    | 7233   | 11,3 s | 6,96 m       | 14,56 m       | 1,85 m       | 53,2 s | 16,7 s       | 44,40 m      | 3,90 m           | 57,02 m     | 4:32,8 min |
| 16    | Bernd Knut               | FRG    | 7119   | 11,1 s | 6,67 m       | 12,94 m       | 1,65 m       | 52,1 s | 15,5 s       | 40,32 m      | 3,90 m           | 56,08 m     | 4:24,6 min |
| 17    | Herbert Swoboda          | FRG    | 6885   | 10,7 s | 5,21 m       | 13,96 m       | NMH          | 50,9 s | 15,8 s       | 39,22 m      | 4,10 m           | 64,04 m     | 4:32,5 min |
| DNF   | Hans-Jürgen Schulz       | FRG    |        | 11,1 s | 7,13 m       | DNS           |              |        |              |              |                  |             |            |
| DNF   | Gundolf Hunner           | FRG    |        | 10,7 s | DNS          |               |              |        |              |              |                  |             |            |
| DNF   | Wladimir Schtscherbatych | URS    |        | 10,7 s | DNS          |               |              |        |              |              |                  |             |            |